# وحدات نساء ايزيدخان
وحدات نساء ايزيدخان (بالكردية: Yekinêyen Jinên Êzidxan أو YJÊ) هي ميليشيات يزيدية تشكلت في العراق في عام 2015 لحماية المجتمع الإيزيدي في أعقاب هجمات تنظيم الدولة الإسلامية من العراق والشام (داعش) وغيرها من الجماعات الإسلامية التي ترى اليزيديين كفارًا وثنيين.
تم تأسيس الوحدات الإيزيدية النسائية العسكرية في 5 يناير / كانون الثاني عام 2015 تحت مُسمّى: وحدات سنجار النسائية، اعتمدت الميليشيا اسمها الحالي في 26 أكتوبر 2015.
تتبع هذه المنظمة زعيم حزب العمال الكردستاني عبد الله أوجلان المسجون [1] وتتبنى مفهوم الكونفدرالية الديمقراطية كما تدعو إليه مجموعة الجمعيات الكردستانية.
في أكتوبر / تشرين الأول 2015، شاركت وحدات نساء ايزيدخان في تأسيس تحالف كهيكل مشترك لكل الوحدات اليزيدية العسكرية المشتركة، جنبًا إلى جانب وحدات مقاومة سنجار (YBŞ)، وقوات البيشمركة- قوة حماية سنجار وغيرها من الوحدات المستقلة اليزيدية الملتزمين بحماية جبهة اليزيديين الموحدة.
تحت القيادة المشتركة لتحالف سنجار الذي تم تأسيسه مؤخراً، شاركت وحدات نساء ايزيدخان في هجوم سنجار نوفمبر 2015 (هجوم سنجار نوفمبر 2015).